# Green Light (Bonnie Raitt)
Green Light is het achtste album van Bonnie Raitt, dat uitkwam in 1982.
Toen het album uitkwam, zei Raitt erover dat zij een combinatie wilde maken van de muziek van onder meer Billy Burnette, The Blasters, Rockpile, en de rockabilly/new wave-stijl. Met Green Light kreeg Raitt de beste recensies in jaren. Volgens Raitt verbaasde haar nieuwe hardrock-sound veel mensen, maar was ze toe aan lichtere muziek.

## Tracklist
1. "Keep This Heart in Mind" (Holsapple, Marrone) – 3:20
2. "River of Tears" (Kaz) – 4:54
3. "Can't Get Enough" (Raitt, Richmond) – 2:51
4. "Willya Wontcha" (Schell) – 3:22
5. "Let's Keep It Between Us" (Dylan) – 4:43
6. "Me and the Boys" (Adams) – 3:38
7. "I Can't Help Myself" (Fataar, Ohara, Raitt, Schell) – 3:06
8. "Baby Come Back" (Grant) – 2:48
9. "Talk to Me" (Williams) – 3:22
10. "Green Lights" (Adams, Spampinato) – 3:14

## Muzikanten
- Bonnie Raitt - gitaar, zang, achtergrondzang, slidegitaar
- Jackson Browne - achtergrondzang
- Ray Chara - basgitaar
- Ricky Fataar - percussie, drums, achtergrondzang
- Rob Fraboni - percussie
- Vince Gill - achtergrondzang
- Mac James - gitaar
- Richard Manuel - achtergrondzang
- Ian McLagan - gitaar, keyboard
- Ray O'Hara - basgitaar
- Steve Raitt - achtergrondzang
- Melanie Rosales - achtergrondzang
- Johnny Lee Schell - orgel, gitaar, percussie, autoharp, keyboard, achtergrondzang
- William D. "Smitty" Smith - orgel, keyboard
- Rick Vito - gitaar
- David Woodford - saxofoon